# Projekt 266
Projekt 266 Deckname: Aquamarin (russisch „Аквамарин“; NATO-Bezeichnung: Yurka-Klasse) war eine Klasse von hochseefähigen Minenräumschiffen der Sowjetischen Marine. Die Fahrzeuge wurden in der Sowjetunion ab 1964 gebaut und hauptsächlich im Kalten Krieg eingesetzt.

## Beschreibung
Projekt 266 hatte einen doppelwandigen Stahlrumpf, war aber mit einer Eigenschutzanlage ausgerüstet um keine Seeminen mit Magnetzündern auszulösen. Das magnetische Feld des Rumpfes war so um ein Vierzigfaches geringer als das des Vorgängerprojektes 264. Die Motoren waren auf Dämpfern montiert und die Propeller optimiert um die Geräuschabstrahlung zu reduzieren. Im Schiffsboden befand sich eine Aussparung für einen ausfahrbaren Dom, der die Sonarsysteme enthielt.
Die Bewaffnung bestand aus zwei 30-mm-L/63 AK-230-Flugabwehrtürme vor und hinter dem Aufbau, die auf der Längsachse standen. Später rüstete man neben dem Schornstein an Steuerbord und Backbord je ein 25-mm-L/70 2M-3-Zwillingsgeschütz nach. Diese Waffen standen nicht auf gleicher Höhe, sondern das Steuerbordgeschütz war etwas weiter hinten positioniert, so dass an Steuerbord noch Platz für ein Beiboot war. Auf dem Vorschiff, auf beiden Seiten der vorderen Flugabwehrkanone, waren zwei 250-mm-RBU-1200-Wasserbombenwerfer montiert.

## Verbleib
45 Schiffe des Projekts 266 wurden zwischen 1964 und 1969 für die sowjetische Marine in Leningrad und Chabarowsk gebaut. Die Schiffe wurden in den 1980er Jahren außer Dienst gestellt.